# Anabela Rodrigues
Anabela Maria Pinto de Miranda Rodrigues (Coímbra, 5 de diciembre de 1953) es una profesora universitaria y actual ministra de Administración Interna del XIX Gobierno Constitucional.
Desde 2019, es miembro del Grupo Científico de Justicia Penal Italiana, Europea e Internacional del Instituto Iberoamericano de Estudios Jurídicos – IBEROJUR (coordinadora Bruna Capparelli).

## Biografía
Es hija de Octávio Cândido Rodrigues y de su mujer Maria Antónia de Almeida Barreto Pinto de Miranda.
Licenciada en 1976 y profesora catedrática de la Facultad de Derecho de la Universidad de Coímbra, donde fue la primera mujer que se doctoró con una tesis titulada A determinação da medida da pena privativa de liberdade, en 1995. Imparte, en esa universidad, Derecho y Proceso Penal.
Fue nombrada dama de la Orden de Río Blanco de Brasil el 27 de abril de 1987 y gran oficial de la Orden del Infante Don Enrique el 4 de marzo de 1996.
Fue nombrada en septiembre de 2004 por el entonces ministro José Pedro Aguiar-Branco directora del Centro de Estudios Judiciales, puesto en el que estuvo entre el octubre siguiente y septiembre de 2009, siendo la primera mujer y la primera no magistrada que ejerció este cargo. Entre 2011 y 2013 fue decana de la Facultad de Derecho de la Universidad de Coímbra.
Colaboró en proyectos legislativos en materia penal y fue nombrada para presidir la Comisión para la Reforma del Sistema de Ejecución de Penas y Medidas de Seguridad, en 1996, y la Comisión de Reforma de la Legislación sobre el Proceso Tutelar Educativo, en 1998. Actualmente ejerce el cargo de secretaria general de la Fundación Internacional Penal y Penitenciaria.
Es la primera mujer en ocupar el cargo de ministra de la Administración Interna de Portugal.